# NTW-20
NTW-20 — великокаліберна снайперська гвинтівка з ковзним затвором, розроблена південноафриканською компанією Denel Mechem у 1990-х роках. Призначена для використання проти цілей, таких як припарковані літаки, телекомунікаційні вежі, лінії електропередач, ракетні майданчики, радіолокаційні установки, нафтопереробні заводи, супутникові антени, гарматні точки, бункери та особовий склад.

## Історія розробки
Зброя була розроблена південноафриканським зброярем Тоні Неофіту (Tony Neophytou). Розробка розпочалася в серпні 1995 року під назвою "Аеротек", а робочий прототип був готовим до випробувань вже через чотири з половиною місяці. Щоб ще більше прискорити розробку, у проекті були використані ствол, затвор і розширення ствола від вже існуючої автоматичної гармати Vektor GA1. Гвинтівка випускалася Denel Land Systems у двох версіях; 20×110 та 20×82. Остання модель також доступна у калібрі 14,5×114, і перехід між калібрами можна здійснити прямо в польових умовах, для цього треба поміняти ствол та затвор. Більша версія гвинтівки, 20×110 не має можливості міняти калібр. Гвинтівка була прийнята на озброєння Національних сил оборони Південної Африки в 1998 році.

## Особливості
Перемикання між калібрами (20×82 та 14,5×114) потребує заміни затвора, ствола, прицілу та магазина. Змінити калібр можна прямо в польових умовах без будь-яких спеціальних інструментів.
Магазин вставляється з лівої сторони ствольної коробки. Гвинтівка може бути розібрана, а її деталі можна вмістити в два рюкзаки для перевезення. На ствол встановлено дулове гальмо, яке поглинає приблизно 50–60% віддачі.

## Варіанти
|                          | 20×82mm   | 14.5×114mm  | 20×110mm                      |
| ------------------------ | --------- | ----------- | ----------------------------- |
| Патрон                   | 20×82 мм  | 14,5×114 мм | 20×110mm Hispano-Suiza HS.404 |
| Вага                     | 30 кг     | 34 кг       | 32 кг                         |
| Довжина                  | 1,800 мм  | 2,016 мм    | 1,800 мм                      |
| Крок нарізів             | 1:22      | 1:16        |                               |
| Довжина ствола           | 1,000     | 1,220 мм    | 1,000 мм                      |
| Початкова швидкість кулі | 720 м/с   | 1,000 м/с   | 820 м/с                       |
| Кінетична енергія        | 28 000 Дж | 32 000 Дж   | 42 000 Дж                     |
| Дальність стрільби       | 1,600 м   | 2,400 м     | 1,800 м                       |

## У масовій культурі
- У фільмі 2009 року Дев'ятий округ, гвинтівка Denel NTW-20 використовується під час атаки на інопланетний мех-костюм.[6]